# فرانکو اسکولیو
فرانکو اسکولیو (به ایتالیایی: Franco Scoglio؛‏ ۲ مهٔ ۱۹۴۱ – ۳ اکتبر ۲۰۰۵) بازیکن و مربی فوتبال اهل ایتالیا بود.